# Силинський Данило Андрійович
Данило Андрійович Силинський (біл. Данііл Андрэевіч Сілінскі; нар. 6 січня 2000, Барановичі, Берестейська область, Білорусь) — білоруський футболіст, півзахисник клубу «Барановичі».

## Життєпис
Дорослу футбольну кар'єру розпочав у «Барановичах», у футболці яких дебютував 27 травня 2018 року в програному (1:2) домашньому поєдинку 8-го туру Першої ліги Білорусі проти бобруйської «Білшини». Данило вийшов на поле на 65-ій хвилині, замінивши Євгена Підберезського. У сезоні 2018 року був гравцем ротації, але вже наступного сезону виходив на поле частіше.
У середині лютого 2020 року віправився в оренду до «Слоніма-2017». У футболці нового клубу дебютував 18 квітня 2020 року в нічийному (0:0) виїзному поєдинку 1-го туру Першої ліги Білорусі проти пінської «Хвилі». Силинський вийшов на поле в стартовому складі та відіграв увесь матч. Першим голом у дорослому футболі відзначився 30 вересня 2020 року на 45-ій хвилині програного (1:3) домашнього поєдинку 1/8 фіналу кубку Білорусі проти гродненського «Німану». У сезоні 2020 року грав за «Слонім-2017» регулярно, виходив на поле в 24-ох матчах Першої ліги Білорусі та 1-му поєдинку національного кубку. У грудні 2020 року повернувся до «Барановичів».
На початку 2021 року тренувася разом з «Торпедо-БелАЗ», але жодинцям не підійшов. Тому сезон 2021 року також розпочав у «Барановичах». З квітня по червень 2021 року зіграв 11 матчів у Першій лізі та провів 2 поєдинки у кубку Білорусі.
9 липня 2021 року відправився в оренду до «Сморгоні». У футболці нової команди дебютував 15 серпня 2021 року в нічийному (2:2) домашньому поєдинку Вищої ліги Білорусі проти солігорського «Шахтаря». Данило вийшов на поле в стартовому складі, а на 57-ій хвилині його замінив Андрій Штигель. Проте основним гравцем так і не став, з 7-ми матчів усі 90 хвилин відіграв лише в 1 поєдинку. Наприкінці листопада 2021 року стало відомо, що Данило Силинський повернеться до «Барановичів».

## Досягнення
- Володар Суперкубка Білорусі (1):

«Динамо» (Мінськ): 2025